# كلاوديو ريفيرو
كلاوديو ريفيرو (بالإسبانية: Claudio Rivero)‏ (14 أبريل 1985 بمونتفيدو في الأوروغواي - ) هو لاعب كرة قدم أوروغواني في مركز الوسط. لعب مع ديبورتيفو باستو وسوسيداد ديبورتيفو كيتو وسيينسيانو ونادي بانيونيوس وHapoel Ramat Gan Givatayim F.C. ‏ وديبورتيس أنتوفاغاستا وPanionios G.S.S. ‏ وسنترو أتلتيكو فينكس ‏.

## وصلات خارجية
- كلاوديو ريفيرو على موقع قاعدة بيانات كرة القدم.إي يو (الإنجليزية)
- كلاوديو ريفيرو على موقع Soccerway.com (الإنجليزية)